# Tobias Tessmann
Tobias Tessmann (* 25. Januar 1991 in Freiburg im Breisgau) ist ein ehemaliger deutscher Basketballspieler.

## Werdegang
Der in Ehrenkirchen aufgewachsene Tessmann spielte als Jugendlicher Fußball und betrieb Schwimmsport, ehe er sich dem Basketball widmete. Er spielte beim TV Staufen, 2009 wechselte der 2,06 Meter große Innenspieler zum USC Freiburg II, ehe er in die Freiburger Profimannschaft aufgenommen wurde. In der Saison 2010/11 wurde Tessmann in zwölf Spielen der 2. Bundesliga ProA eingesetzt.
Tessmann wechselte 2011 zur SG Braunschweig in die 2. Bundesliga ProB und gehörte der Mannschaft ebenfalls 2012/13 an, spielte dort auch an der Seite von Dennis Schröder und Howard Sant-Roos.
2013 ging er zum Braunschweiger Nachbarn Herzöge Wolfenbüttel (ebenfalls 2. Bundesliga ProB) und wirkte in den Farben der Niedersachsen während der Saison 2013/14 in 28 Begegnungen mit, stieg mit der Mannschaft jedoch ab. In der Saison 2014/15 gelang Tessmann mit Wolfenbüttel als Meister der 1. Regionalliga Nord die Rückkehr in die dritthöchste deutsche Spielklasse. In der Saison 2015/16 bestritt er noch ein Spiel für die Herzöge.
Ab der Saison 2016/17 spielte er wieder für den USC Freiburg (mittlerweile in der Oberliga Baden). Im Spieljahr 2017/18 war Tessmann mit 17,1 Punkten je Begegnung der beste Korbschütze der USC-Mannschaft, die Oberliga-Meister wurde. 2019/20 sowie in der wegen der Covid-19-Pandemie im Herbst 2020 abgebrochenen Spielzeit 2020/21 gehörte Tessmann zur Mannschaft des Oberligisten TV Staufen.